# Veiligheidsinstructiekaart

Symbool voor explosieve stof

Een veiligheidsinstructiekaart (VIK) is een essentieel document binnen de arbeidsveiligheid op de werkplek. Deze instructiekaart informeert werknemers over de risico's en veiligheidsmaatregelen met betrekking tot specifieke taken, machines, of werkplekken. De VIK moet zodanig ontworpen zijn om op een beknopte en visueel duidelijke manier cruciale veiligheidsinstructies en informatie over te brengen aan werknemers om hun werk veilig uit te voeren. 
Doorgaans stelt een preventieadviseur interne veiligheidsinstructiekaarten op die specifiek in zijn arbeidsveld van toepassing zijn terwijl hij rekening houdt met zijn werknemers (hoogopgeleide technici, arbeiders, onderhoudsploeg, talen, culturen… elementen om een duidelijke boodschap te kaderen). De beknopte instructiekaart kan in bepaalde gevallen zo opgevat zijn dat enkel of voornamelijk gebruik gemaakt wordt van afbeeldingen, pictogrammen, symbolen en kleurcodes.

## Doel en belang

Symbolen kunnen verplichte kledij aanduiden

Het primaire doel van een VIK is om de veiligheid en gezondheid van werknemers te waarborgen door hen te voorzien van aandachtspunten, de juiste werk- of gebruiksinstructies en waarschuwingen om ongevallen te voorkomen. Een VIK beoogt een verhoogde werkethiek en verantwoordelijkheid om de persoonlijke en veiligheid van collega’s te bevorderen. Bij trainingen zullen op geregelde tijdstippen de veiligheidsinstructiekaart toegelicht worden door de technische verantwoordelijken of preventieadviseurs. Het is in productie  of bouw omgevingen ook gebruikelijk bijna-ongevallen te analyseren om in de toekomst een verhoogde alertheid over mogelijke gevaren te genereren en bijbehorende voorzorgsmaatregelen te nemen.
Een VIK bevat meestal de volgende elementen:
- Beschrijving van de taak of machine: Duidelijke omschrijving van de werkzaamheden of het apparaat waarvoor de VIK dient.
- Risico's en gevaren: Vermelding van de specifieke risico's verbonden aan de taak of het gebruik van de installatie/ machine.
- Veiligheidsmaatregelen: Gedetailleerde instructies over de te nemen voorzorgsmaatregelen, waaronder het gebruik van persoonlijke beschermingsmiddelen (PBM) zoals bv. gehoorbescherming, helmen, beschermende kleding, handschoenen, veiligheidsschoenen en veiligheidsbrillen.
- Noodprocedures: Instructies bij een ongeval of noodsituatie, inclusief de locatie van nooduitgangen, verzamelpunten, brandblussers en EHBO-koffers.
- Pictogrammen en symbolen: Visuele elementen om de instructies en waarschuwingen duidelijk en snel begrijpelijk te maken.

## Wettelijke vereisten
Wetgeving en richtlijnen in België en Nederland leggen verplichtingen op om veilige arbeidsomstandigheden te creëren en te behouden. Veiligheidsinstructiekaarten zijn een belangrijk onderdeel van elke arbeidsveiligheidsstrategie.

### België
In België valt de VIK onder de Codex over het welzijn op het werk: Boek I, Titel 2 van de Codex vervat de verantwoordelijkheid van werkgevers met betrekking tot adequate informatie, instructies en opleiding van hun werknemers om hun veiligheid en gezondheid te waarborgen. 

### Nederland
In Nederland is de VIK opgenomen in de Arbeidsomstandighedenwet (Arbowet). Deze vermeldt de specifieke vereisten voor werkgevers die aan hun personeel adequate veiligheidsinstructies moeten geven en veiligheidsmaatregelen moeten nemen om hen in een veilige werkomgeving te laten werken.

## Implementatie en gebruik
De implementatie van een VIK begint met een grondige risico-inventarisatie en -evaluatie (RI & E). Specifieke gevaren en de bijbehorende te nemen maatregelen worden geïnventariseerd. Na de redactie van de beknopte en duidelijke VIK, moet deze voorgelegd en toegelicht worden aan de personen die er baat bij hebben om een werk uit te voeren met een werktuig of machine. De veiligheidsinstructiekaarten moeten ‘geafficheerd’ worden: op een goed zichtbare, en toepasselijke plaats op de werkplek opgehangen; én regelmatig bijgewerkt om de informatie actueel en relevant te houden. Digitale versies moeten tevens geactualiseerd worden. Werkgevers moeten er ook voor zorgen dat werknemers getraind zijn en blijven in het begrijpen en volgen van de VIK instructies.
Het gebruik van een VIK biedt verschillende voordelen, waaronder:
- Compliance: Voldoen aan de wettelijke verplichtingen betreffende arbeidsveiligheid en het verstrekken van veiligheidsinformatie.
- Verhoogde veiligheid: vermindering van risico’s op ongevallen door werknemers duidelijk te informeren over veiligheidsmaatregelen.
- Efficiëntie: Snelle toegang tot veiligheidsinformatie helpt werknemers om adequaat te reageren op risico's en noodsituaties.
- Bewustwording: een bedrijfscultuur creëren die veiligheid en bewustzijn op de werkvloer als missie heeft.

VIK’s worden steeds vaker gedigitaliseerd en geïntegreerd in mobiele applicaties en digitale platforms. De digitalisatie laat toe de informatie permanent te actualiseren en werknemers direct toegang te geven tot de meest recente veiligheidsinstructies. 
Interactieve video's kunnen bij de ad hoc instructies en bij opleidingen gebruikt worden om de betrokkenheid en het begrip van de werknemers te vergroten.